# 東郷祐佳
東郷 祐佳（とうごう ゆか、1986年10月10日 - ）は、日本の歌手。宮崎県出身。
女性3人組ダンス＆ボーカルユニットEARTH、宮崎を中心に活動した音楽ユニットReal-Breathの元メンバーである。

## 略歴
- 幼い頃から民謡を習っていた。
- 2000年2月23日、ライジングプロダクション所属のEARTHとしてデビュー。この年の日本レコード大賞新人賞を受賞。
- 2002年 - 、EARTHとして活動を休止している間も東郷と同学年メンバーである朝長真弥は活動を継続。
- 2005年1月、EARTH解散。その後、活動拠点を地元宮崎に移転。
- 2006年4月、音楽ユニットReal-Breathのメンバーとして宮崎を中心に活動を開始。
- 2011年、Real-Breath活動休止。
- 2012年6月、EARTHの同郷メンバーである瀬戸山清香と共に上京。活動拠点を東京に移転[1]。
- 2012年6月 - 、瀬戸山と共に河村隆一コンサートツアー『2012 "Close To You"』全公演にコーラスとして同行[2]。
- 2012年9月 - 、瀬戸山と共にミュージカル『走れメロス』に出演。葉山作の「monologue」を披露。
- 2013年1月26日、国立京都国際会館で開催されたHORIBA創立60周年記念式典において、葉山作の「One Company Song [JOY&FUN]」を披露。
- 2013年5月23日、YouTubeで「One Company Song [JOY&FUN]」を配信。
- 2014年1月18日、ライブハウス青山・月見ル君想フでソロデビュー。10年ぶりとなるメジャーシーンでの活動「2014 re:start」を宣言[3][4]。
- 2014年7月17日、河村隆一公式ウェブサイト内に公式ウェブサイトを開設。
- 2015年10月10日、ライブハウス代官山・晴れたら空に豆まいてでワンマンライブを開催。
- 2017年8月1日、公式ウェブサイト（togoyuka.com）を開設。

## 作品

### シングル
1. Deep Blue Sky / 声（2015年10月10日、ライブ会場限定販売）
2. 風と光と / 19（2016年10月10日、ライブ会場限定販売）

### アルバム
1. 声（2017年10月7日）

### 配信
1. Pray for December（2015年12月14日）

### YouTube
1. One Company Song (JOY&FUN)（2013年5月31日）- HORIBA創立60周年記念ソング
2. Deep Blue（2016年2月7日）

## ライブ
- 2014年1月18日、『よみの国』、月見ル君想フ
- 2015年10月10日、ワンマンライブ『東郷祐佳 Birthday LIVE』、晴れたら空に豆まいて
- 2016年10月10日、『東郷祐佳 Birthday One-man Live』、代官山LOOP
- 2017年10月7日、『東郷祐佳 Birthday One-man Live 2017』、代官山UNIT

## 出演

### テレビ
- 土曜ゴジヤジ（2007年2月3日、宮崎放送）
- アッパレ!miyazaki（2008年1月7日ほか、宮崎放送）

### ラジオ
- SOUND ORIGINATOR（2006年12月14日、2007年3月8日・9月23日、エフエム宮崎）
- 日向かぼちゃでこんにちは♪（2007年3月15日、10月4日、宮崎放送）
- Funky Cafe（2007年6月2日、宮崎サンシャインエフエム）
- バリッと朝!（2007年10月5日、宮崎放送）